# Satrape
Pour les articles homonymes, voir Satrape (homonymie).
 (avril 2022).
Si vous disposez d'ouvrages ou d'articles de référence ou si vous connaissez des sites web de qualité traitant du thème abordé ici, merci de compléter l'article en donnant les références utiles à sa vérifiabilité et en les liant à la section « Notes et références ».

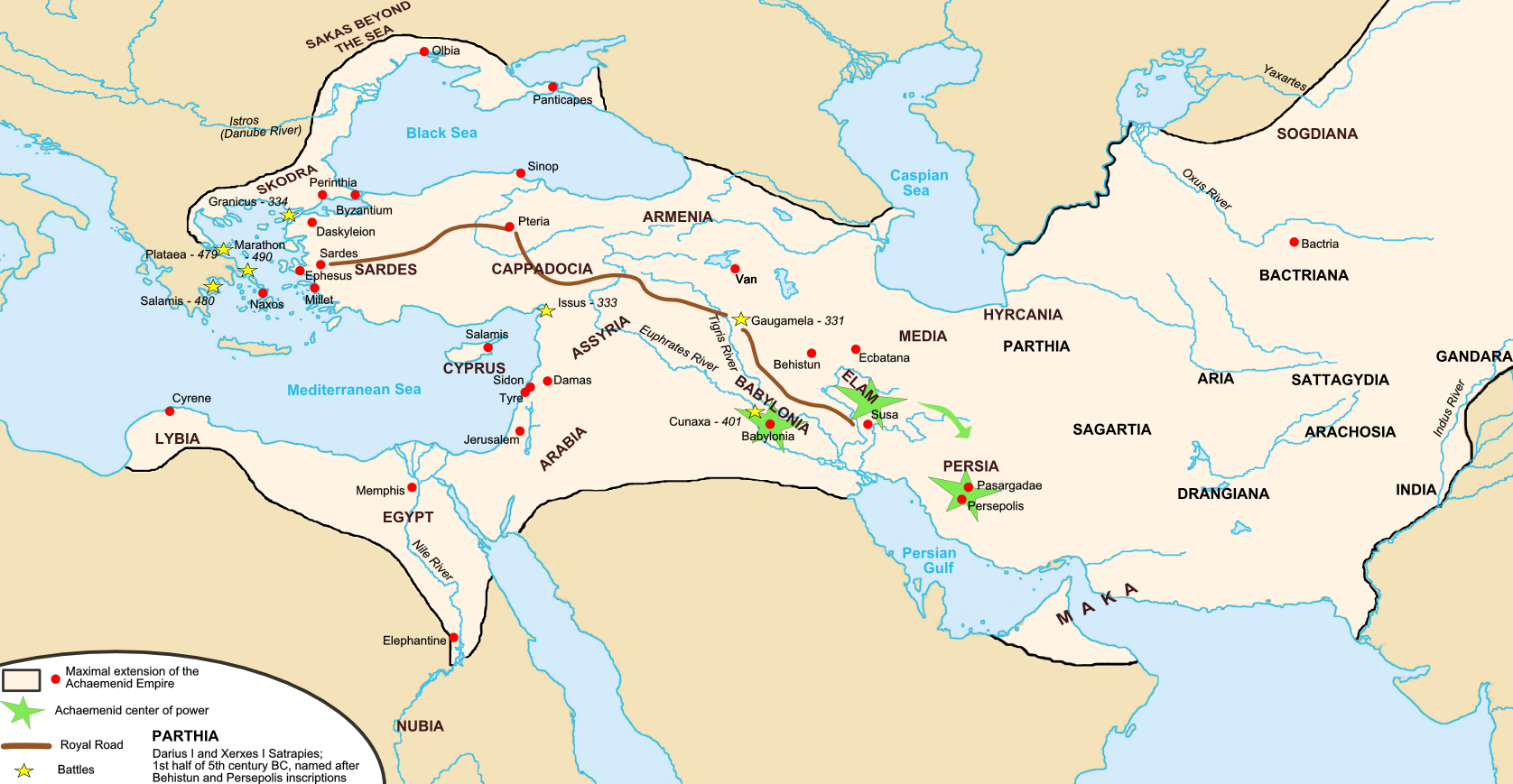
Empire achéménide.

Partage de l'empire d'Alexandre après les accords de Babylone (323 av. J.-C.).

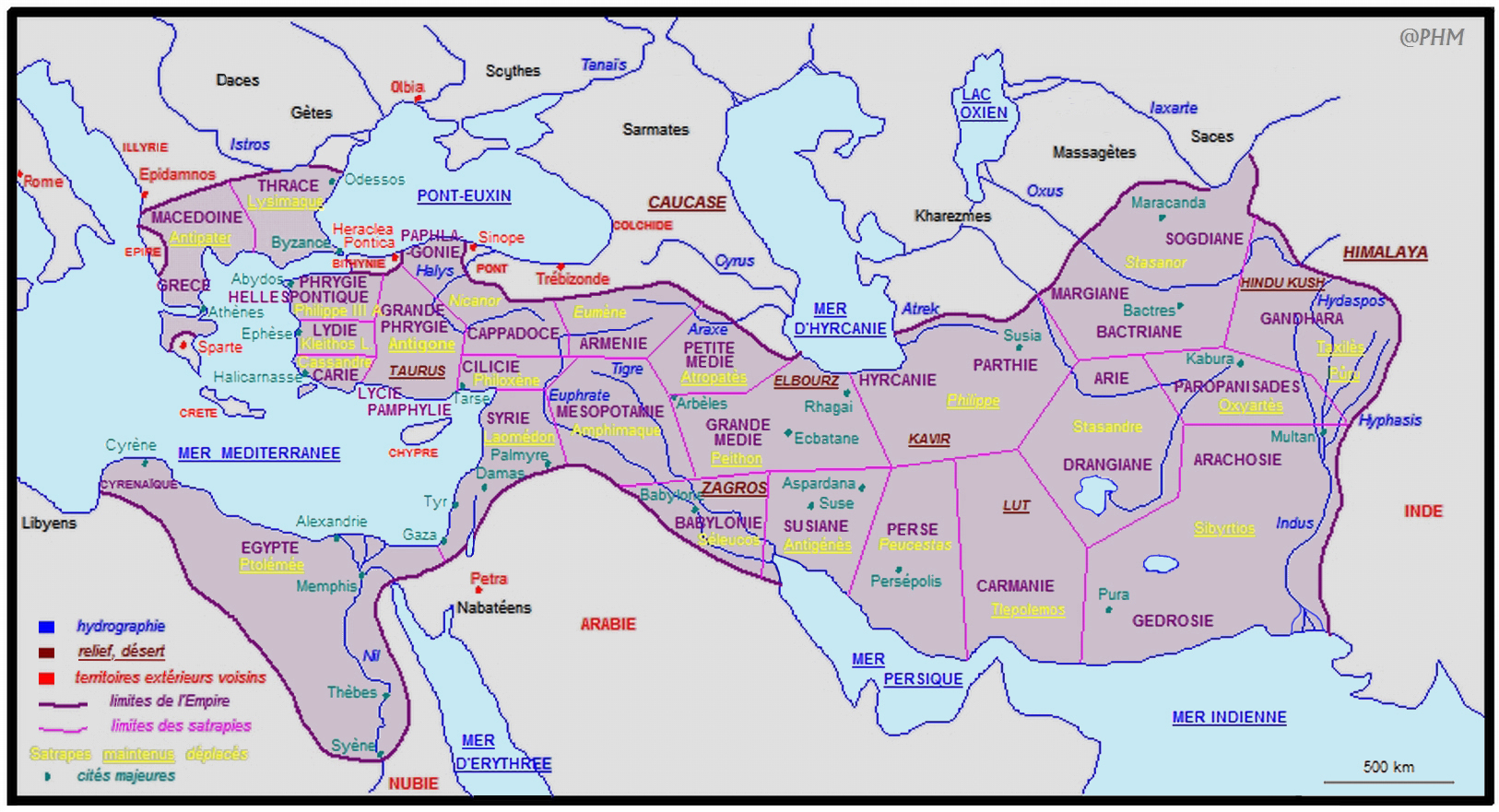
Partage de l'empire d'Alexandre après les accords de Triparadisos (321 av. J.-C.).

Dans l'Empire perse des Achéménides (560-333), un satrape (mot dérivé d'un mot vieux perse signifiant « protecteur de la province ») est le gouverneur d'une satrapie, c'est-à-dire la principale division administrative de l'empire. Le satrape est le représentant direct du roi dans une province, dans laquelle il exerce toutes les prérogatives royales. Après la conquête de l'Empire perse par le roi de Macédoine Alexandre le Grand (vers 330), le système des satrapies a été maintenu et s'est poursuivi dans l'empire hellénistique des Séleucides. 
Le mot « satrape » est aussi passé dans la langue française usuelle, sans faire précisément référence à l'histoire de l'Empire perse.

## Philologie

### Sources antiques
- textes perses : 
  - Inscription de Behistun (vers 515)
- textes grecs :
  - Hérodote, Histoires [détail des éditions] [lire en ligne] (I, 192 ; III, 89 et suiv.)
  - Xénophon, Anabase
  - Arrien, Anabase d'Alexandre
  - Ctésias, Histoire de la Perse
  - Pseudo-Aristote, Économique (II, 1, 4) ;
- textes hébreux (Bible)
  - Néhémie, Livre de Néhémie

### Étymologie
Le mot satrape vient du latin satrapes et du grec satrápēs (σατράπης) que l'on trouve chez Hérodote (484-425), qui a adapté un mot perse xšaθra-pā/ă-. En vieux perse, la langue maternelle des Achéménides, ce mot signifie « protecteur de province ». Dans la langue mède, ce mot est xšaθrapāwan-. Ces mots sont proches du sanscrit kṣatrapal. 
En parthe et en moyen perse (ou pehlevi), le mot « satrape » est connu sous les formes respectivement šahrab et šasab. 
En perse moderne, xšaθrapāvan est devenu shahrbān, mais les éléments lexicaux ont subi un glissement sémantique, de sorte qu'aujourd'hui, le mot signifie « protecteur de la ville » (shahr [شهر] « ville » + bān [بان] « protecteur »).

### Terminologies perse et grecque
« Hyparque » redirige ici. Pour l’article homophone, voir Hipparque.
Les grandes satrapies étaient souvent divisées en districts plus petits, dont les responsables étaient également appelés « piḫātu. les auteurs grecs les appellent « hyparques » (hyparkhoi, « vice-régents » ; parfois hipparkhoi (maitre des chevaux)[réf. nécessaire]. 
Dans l'inscription de Behistun, Darius Ier se réfère à Vivāna, satrape en Arachosie et à Dadarši, satrape en Bactriane, sous le terme de bandaka, qui met l'accent sur la relation personnelle entre le souverain et son dignitaire, et non sur le territoire. Bandaka est traduit par « vassal ».

## Les satrapes de l'Empire achéménide

### Origine de la fonction
Selon Hérodote (III, 89), premier auteur grec à mentionner le mot, le grand roi Darius Ier (de 520 à 486) « établit dans l'empire des Perses vingt nomes (nomoi) qu'ils appellent eux-mêmes satrapies ». Cependant, le principe des satrapies est déjà connu sous Cyrus le Grand (de 559 à 530) et Cambyse II (530-526), comme le montre l'inscription de Behistun (vers 515, sous le règne de Darius). Selon le Livre de Daniel dans la Bible (6:1), Darius aurait nommé jusqu'à 120 satrapes.

### Les satrapies
Le découpage de l'empire n'est pas stable. La distribution des grandes satrapies a été modifiée à plusieurs reprises, et souvent deux d'entre elles ont été données au même homme.
Le territoire confié à un satrape peut être très important. Ainsi, quand Hérodote (III, 120) mentionne qu'Oroitès a été nommé « gouverneur de Sardes » (Sardiôn hyparkhos), il veut dire en fait l'ensemble de la Lydie et de l'Ionie, Oroitès résidant tantôt effectivement à Sardes, tantôt à Magnésie du Méandre. En 535, un dénommé Gubāru reçoit une satrapie comprenant la Babylonie et le Transeuphratène, c'est-à-dire un immense territoire allant du Tigre au Nil.
Comme les provinces étaient le résultat de conquêtes consécutives (la patrie avait un statut spécial, exempt de tribut provincial), les satrapies primaires et sous-satrapies étaient souvent définies par d'anciens États et / ou une identité ethno-religieuse. L'une des clés du succès achéménide était leur attitude ouverte à la culture et à la religion du peuple conquis, de sorte que la culture perse fut la plus touchée alors que le Grand Roi s'efforçait de fusionner des éléments de tous ses sujets dans un nouveau style impérial, en particulier dans sa capitale, Persépolis.
Chaque fois que l'autorité centrale de l'empire s'affaiblit, le satrape jouit souvent d'une indépendance pratique, d'autant plus qu'il devient d'usage de le nommer également général en chef du district d'armée, contrairement à la règle primitive. "Lorsque sa fonction est devenue héréditaire, la menace qui pesait sur l'autorité centrale ne pouvait être ignorée" (Olmstead). Les rébellions de satrapes sont devenues fréquentes à partir du milieu du Ve siècle avant notre ère. Darius Ier a lutté contre des rébellions généralisées dans les satrapies, et sous Artaxerxès II, parfois, la plus grande partie de l'Asie Mineure et de la Syrie était en rébellion ouverte (révolte des satrapes).

### Prérogatives des satrapes
Le satrape a pour rôle principal de faire régner l'ordre dans sa province, et d'agrandir le territoire de l'Empire. En effet, selon la titulature achéménide, le Grand Roi est « roi de l'univers » et « roi des quatre directions ». Demander à un peuple « la terre et l'eau », signe de soumission, revient donc simplement à réclamer son dû. À la fin du VIe siècle avant notre ère, le satrape Oroitès (en) se voit ainsi reprocher de n'avoir pas « su ajouter l'île de Samosya aux domaines du roi » (Hérodote, III, 126).
Pour contrôler leur territoire, les satrapes ont à leur disposition une armée permanente, composée à la fois de soldats levés dans la satrapie et de troupes perses apportées par les aristocrates à qui l'on avait concédé une terre dans la satrapie.
Il était assisté d'un conseil formé par des Perses, mais auquel pouvaient être admis des provinciaux. Ce conseil était contrôlé par un secrétaire royal, qui envoyait aussi des émissaires, en particulier « l'œil du roi », qui procédait à une inspection annuelle et exerçait un contrôle permanent.
Il y avait d'autres contrôles sur le pouvoir des satrape : son scribe secrétaire, son chef des finances (vieux persan ganzabara) et le général responsable de l'armée régulière de la satrapie et des forteresses étaient indépendants de lui et rendaient compte périodiquement directement au roi en personne. 
Le satrape était autorisé à avoir des troupes à son propre service.
Le satrape était responsable de la terre qu'il possédait en tant qu'administrateur[pas clair] et était entouré d'une cour ; il percevait les impôts, contrôlait les fonctionnaires locaux et les tribus et villes soumises, et était le juge suprême de la province devant qui, selon Néhémie (3:7), toute affaire civile et pénale pouvait être portée. Il était responsable de la sécurité des routes (cf. Xénophon)[réf. nécessaire], et devait réprimer brigands et rebelles.
Au-dessus du satrape, peut être nommé un karana, commandant une région militaire regroupant plusieurs satrapies. Sorte de missi dominici[réf. nécessaire], il est nommé et répond uniquement devant le roi ; les satrapes lui sont inféodés par nature ; par exemple, Cyrus est envoyé en Asie Mineure en tant que karana. Les satrapes peuvent mal prendre de devoir supporter ainsi la tutelle d'un autre que le roi et faire défection ou intriguer contre ce karana. Ce titre est exceptionnel, et dans le cas de Cyrus, il a pour tâche de reprendre le contrôle de la côte, afin d'en chasser les Grecs.
Certains satrapes finissent par s'émanciper, faisant de leur satrapie un véritable royaume. Mausole agit ainsi pour la Carie.

### Liste de quelques satrapes célèbres
On peut citer :
- Artapherne ;
- Cyrus le Jeune ;
- Tissapherne ;
- Pharnabaze.
- Hydarnès II

## Après la chute des Achéménides

### Époque hellénistique: Alexandre et les Séleucides
L'administration et les titres satrapiques sont conservés, même pour les titulaires gréco-macédoniens[pas clair], par Alexandre le Grand, et par ses successeurs, les Diadoques (et leurs dynasties) qui l'ont découpé, en particulier dans l'Empire séleucide, où le satrape était généralement désigné comme stratèges (c'est-à-dire des généraux militaires) ; mais leurs provinces étaient beaucoup plus petites que sous les Perses. 
Ils seront finalement remplacés par des empires conquérants, en particulier les Parthes.

### Empires parthe et sassanide
Dans l'Empire parthe, le pouvoir du roi reposait sur le soutien de familles nobles qui régnaient sur de vastes domaines et fournissaient des soldats et des tributs au roi. Les cités-États au sein de l'empire jouissaient d'une certaine autonomie gouvernementale et rendaient hommage au roi. L'administration de l'Empire sassanide était considérablement plus centralisée que celle de l'Empire parthe; les royaumes semi-indépendants et les cités-États autonomes de l'Empire parthe ont été remplacés par un système de «villes royales» qui servaient de sièges aux gouverneurs nommés au niveau central appelés shahrabs ainsi qu'à l'emplacement des garnisons militaires. Les Shahrabs régnaient à la fois sur la ville et sur les districts ruraux environnants. Exceptionnellement, l'Empire byzantin a également adopté le titre de "satrape" pour les princes semi-autonomes qui gouvernaient l'une de ses provinces arméniennes, les Satrapiae.

### Inde
Les Satrapes occidentaux ou Kshatrapa (35-405 apr. J.-C.) du sous-continent indien étaient des dirigeants Saka dans la partie ouest et centrale de la région du Sindh au Pakistan, et les régions de Saurashtra et Malwa dans l'ouest de l'Inde. Ils étaient contemporains des Kushans qui gouvernaient la partie nord du sous-continent depuis la région de Peshawar et étaient peut-être leurs seigneurs, et des Satavahana qui régnaient dans le centre de l'Inde au sud et à l'est et dans l'État de Kushan à leur ouest immédiat.

### Le satrape de Sauve (Languedoc)
Dans la ville de Sauve (Gard), les seigneurs portaient le titre de « satrape » au Moyen Âge, bien avant les croisades, trace sans doute de la longue présence sarrasine[pas clair].

## Postérité: le mot «satrape» en français
Ce mot est utilisé en français hors du contexte historique achéménide, généralement pour désigner un homme exerçant un pouvoir personnel fort, une autorité despotique, ou menant un train de vie luxueux.
Usages particuliers :
- dans le collège de 'Pataphysique, il existe un grade de « satrape ».
- dans l'album Tintin au Tibet (1960), le capitaine Haddock traite le yéti de « satrape » (voir la liste des jurons et insultes du capitaine Haddock).
- le mot « satrape » apparaît dans le roman de Romain Gary La Promesse de l'aube (1960). Dans le premier chapitre, il est utilisé pour désigner les dieux absurdes, insidieux et masqués qui possèdent le monde en cultivant la soumission de ses habitants : « [...] ces satrapes qui chevauchent le monde devinrent pour moi plus réels et plus visibles que les objets les plus familiers et leurs ombres gigantesques sont demeurées penchées sur moi jusqu'à ce jour; lorsque je lève la tête, je crois apercevoir leurs cuirasses étincelantes et leurs lances semblent se braquer sur moi avec chaque rayon du ciel ».
- le mot « satrapie » apparaît dans le roman de Frank Herbert La Maison des mères (1985). Dans le Coda Bene Gesserit[pas clair] : « Les règles créent des fortifications à l'abri desquelles les esprits étroits édifient des satrapies. État de choses dangereux quand tout va bien, désastreux quand tout va mal ».
- Le mot « satrape » apparaît dans le roman de Dominique Bona, Le Manuscrit de Port-Ebène (1998).